# قرار مجلس الأمن التابع للأمم المتحدة رقم 941
قرار مجلس الأمن التابع للأمم المتحدة رقم 941، المتخذ بالإجماع في 23 أيلول / سبتمبر 1994، بعد إعادة التأكيد على جميع القرارات المتعلقة بالحالة في البوسنة والهرسك، ناقش المجلس انتهاكات القانون الإنساني الدولي في بانيا لوكا وبيه لينا ومناطق أخرى من البلاد.
وكان مجلس الأمن قد تلقى معلومات من اللجنة الدولية للصليب الأحمر ومفوض الأمم المتحدة السامي لشؤون اللاجئين بشأن الانتهاكات الجسيمة للقانون الإنساني الدولي ضد السكان غير الصرب في مناطق في البوسنة والهرسك تخضع لسيطرة صرب البوسنة. وأعرب عن قلقه إزاء «حملة الرعب المستمرة والمنهجية» والتطهير العرقي التي تُرتكب في بانيا لوكا وبيه لينا ومناطق أخرى، فضلاً عن رفض صرب البوسنة السماح للممثل الخاص للأمين العام وقوة الأمم المتحدة للحماية في المناطق. تم الاعتراف بأن المحكمة الجنائية الدولية ليوغوسلافيا السابقة لها اختصاص في هذا المجال، وكان مصمماً على وضع حد للتطهير العرقي.
عمل المجلس بموجب الفصل السابع من ميثاق الأمم المتحدة، وذكَّر جميع أطراف النزاع بأنها ملزمة بالقانون الإنساني الدولي، وتحديداً اتفاقيات جنيف لعام 1949. وقد تم إدانة جميع انتهاكات هذه الحقوق، والتطهير العرقي على وجه الخصوص. وأكد من جديد أن جميع التصريحات والإجراءات التي يتم الإدلاء بها تحت الإكراه، لا سيما فيما يتعلق بالأرض، تعتبر باطلة، وأنه ينبغي تمكين جميع المشردين من العودة إلى ديارهم.
وطالب القرار صرب البوسنة بالوقف الفوري لحملتهم للتطهير العرقي والسماح للأمم المتحدة بالوصول إلى المناطق المعنية. وحث الأمين العام بطرس بطرس غالي على ضمان نشر قوة الحماية الدولية في المناطق ذات الأهمية في أقرب وقت ممكن. وطُلب منه كذلك تقديم تقرير عن تنفيذ القرار الحالي في أقرب وقت ممكن.

## روابط خارجية
- نص القرار في undocs.org